# Lago di Oeschinen
Il lago di Oeschinen (in tedesco: Oeschinensee) è un lago della Svizzera centrale, situato nel Canton Berna.